# Medjez Sfa
Medjez Sfa (arabisch: مجاز الصفاء) ist eine algerische Gemeinde in der Provinz Guelma mit 7707 Einwohnern. (Stand: 2008).

## Geographie
Medjez Sfa wird umgeben von Bouchegouf im Nordwesten und von Oued Cheham im Süden.